# Каїн (рольова гра)
Cain — це настільна рольова гра в жанрі жахів, створена Томом Блумом, натхненна аніме Neon Genesis Evangelion та мангою Chainsaw Man. Ігрові персонажі — екзорцисти таємної організації, які полюють на «гріхи», жахливі матеріалізації людських травм. Гра також фокусується на темі деспотичної бюрократії.

## Геймплей
Каїн організований у сцени. Роздільна здатність бою використовує набори кубиків.

## Рецепція
Гел Г'юлетт для Polygon у 2024 році назвав Cain «хіт року в жанрі жахів для настільних ігор» і написав, що «гордість натхненників, натхненний візуальний вибір і система кубиків, яка відмовляється послабити тиск, — все це створює дивовижне відчуття, що Cain — це гра, яка насправді має що сказати».